# Morris E. Leeds
Morris E. Leeds (Filadélfia, 6 de março de 1869 — 8 de fevereiro de 1952) foi um engenheiro elétrico estadunidense. É conhecido por suas diversas invenções na área de dispositivos e controles de medidas elétricas.
Recebeu a Medalha ASME de 1946, e a Medalha Edison IEEE de 1948.
Leeds obteve a graduação (B.S.) no Haverford College em 1888. De 1892 a 1993 foi estudante de pós-graduação em física na Universidade de Berlim.